# Ospedale Santissimo Gonfalone

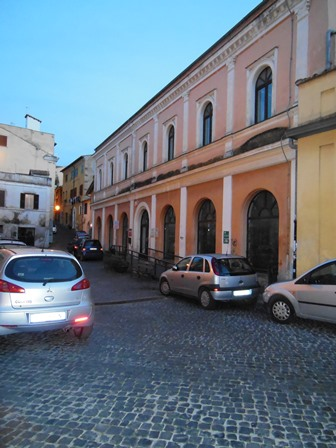
Ex ospedale Santissimo Gonfalone di Monterotondo, ora biblioteca comunale

L'ospedale Santissimo Gonfalone è sito in via R. Faravelli, nella zona a sud-est di Monterotondo. Si trovava un tempo più a ovest, tra il borgo medievale e l'espansione trecentesca.  L'antico nosocomio, denominato di San Nicola e San Bartolomeo, comprendeva infatti anche la chiesa di San Nicola ed era un edificio distribuito su due corpi di fabbrica di due piani più uno interrato, con un piccolo cortile interno.

## Storia
Esso venne fondato probabilmente agli inizi del XVI secolo e affidato alla Venerabile Compagnia di Santa Croce del Gonfalone, che assisteva i malati e i pellegrini. Nel 1731 il cardinale Annibale Albani affidò alla congregazione dei Padri Benefratelli l'amministrazione dell'ospedale e della chiesa, sottraendola alla Compagnia del Gonfalone. Nel 1774, a seguito di un guasto alla rete fognaria del quartiere, la struttura fu allagata dai liquami.

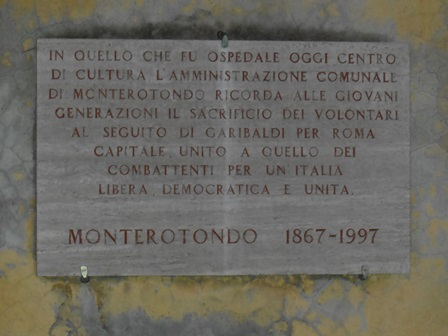
Targa marmorea in ricordo del complesso

Nel 1854 morì un notabile del luogo, Arcangelo Federici, il quale lasciò all'amministrazione dell'ospedale circa trentamila scudi. La generosa donazione consentì di rinnovare l'edificio secondo un gusto quattrocentesco che recuperava elementi di architettura romana, con riguardo però alla funzionalità. Subito dopo venne quasi del tutto demolita la chiesa di S. Nicola, forse a causa della realizzazione del viale intorno alle mura e allo spostamento dell'antico cimitero fuori dall'abitato. Una grossa targa in travertino collocata all'interno dell'ospedale ricordava il bel gesto di Federici; nel 1937 essa fu spostata nel nuovo nosocomio ed è oggi visibile sul vecchio ingresso di viale Bruno Buozzi. Nel 1892 la Confraternita del SS. Gonfalone, che aveva riottenuto la gestione dell'ospedale civico di S.Nicola, venne fatta formalmente confluire nella Congregazione di Carità, controllata dal Comune, insieme alle altre associazioni benefiche del territorio. Tuttavia, tale confluenza di fatto non avvenne, a causa della diffidenza diffusa e del sospetto di favoritismi nella distribuzione dei fondi ai vari enti. Però alcuni ritenevano che il concentramento delle Opere Pie avrebbe giovato al nosocomio, viste le sue precarie condizioni. Esso avvenne in effetti solo nel 1898. 
Nel 1936 si realizzò il passaggio della gestione dell'ospedale SS. Gonfalone dalla Congregazione di Carità all'Ente Comunale di Assistenza. Nel 1937 l'ospedale venne spostato in una nuova sede fuori dal centro abitato. Per ridurre le spese sanitarie a carico del municipio, fu deciso di ricoverare in un apposito reparto del nuovo ospedale molti dei malati cronici e indigenti eretini che in quel momento si trovavano in strutture di Roma e provincia e per i quali veniva corrisposta una retta più alta. Nonostante questo, nel 1941 fu evidente che l'ufficio sanitario municipale aveva contratto un debito rilevante per ricoveri ospedalieri in tutta Italia di infermi con ‘domicilio di soccorso’ a Monterotondo. A questo punto il podestà Betti, incaricato dalla Prefettura, deliberò che il Comune potesse avvalersi di un mutuo della cassa Depositi e Prestiti da ammortizzare in cinquanta annualità.
Nel 1981 la Soprintendenza ai beni architettonici e ambientali del Lazio espresse parere favorevole al restauro dell'antico ospedale e della chiesa di S. Nicola, ormai di proprietà del Comune. I lavori terminarono nel 1988 e consegnarono ai cittadini un centro polivalente comprendente una Biblioteca Comunale, un Archivio Storico Comunale, uno spazio espositivo e una sala per convegni.

## Emergenze sanitarie
- Le cronache riferiscono di un'epidemia di morbillo (forse difterite) che scoppiò a Monterotondo nella primavera del 1891. Essa colpì prevalentemente bambini, alcuni dei quali morirono per complicazioni bronco-polmonari. Due medici, dipendenti del Comune, si prodigarono per affrontare al meglio l'emergenza. I malati venivano tenuti in casa, solo i casi più gravi finivano in ospedale. A seguito di attacchi di crup, si ebbero sette decessi in poche ore. Le pessime condizioni igieniche della città, priva quasi del tutto di acqua corrente a causa della scarsità delle piogge e della limitata portata dell'unico acquedotto esistente, favorivano il diffondersi di epidemie e rallentavano la guarigione. Chi riusciva ad attingere ai pochissimi pozzi del territorio portava l'acqua in città a mano o a dorso di mulo, e la vendeva a caro prezzo. Il Comune fece chiudere le scuole e impose una procedura di lavaggio dei panni dei malati, che venivano fatti bollire al pubblico bucataio. Nel tentativo di arginare l'epidemia, fu presto impedito il trasporto delle salme dei bambini in chiesa per gli uffici religiosi, perché quelli erano occasione di pericolosi contatti fisici tra il morto e i numerosi parenti e conoscenti straziati. Poi, improvvisamente, l'epidemia scomparve. Ma in città restò prioritaria l'esigenza di un miglioramento delle condizioni igienico-sanitarie[6].
- Nell'ottobre del 1892 si presentò a Monterotondo un caso di colera. Si trattava di un bracciante di Mentana che fu colto da improvviso malore mentre lavorava, e fu trasportato a casa della sorella a Monterotondo. In preda a febbre altissima e in stato comatoso, il poveretto fu trasferito presso l'ospedale civico del SS. Gonfalone. Lì venne subito isolato a causa della sospetta diagnosi di colera. Il sindaco A. Vitali convocò immediatamente la Giunta, al fine di prendere efficaci e tempestivi provvedimenti che impedissero la diffusione della malattia. Vennero prese estreme misure d'igiene e di disinfezione con prodotti specifici (cloruro di calcio, acido solforico, calce viva, sublimato corrosivo, acido cloridrico, acido fenico cristallizzato), affidate a Guardie Municipali e a “Scopini Pubblici”, e la chiesa di Loreto venne adibita a locale per l'isolamento e la cura dei colpiti dalla malattia. Per fortuna però il caso del bracciante mentanese rimase l'unico[7].
- Nel 1902 il sindaco di Monterotondo Frosi decise la distribuzione di chinino di Stato contro la malaria, a scopo profilattico e terapeutico, poiché la malattia a quel tempo falcidiava la Valle del Tevere (ove l'alcaloide naturale era fornito già dal 1900 ai lavoratori delle zone infette). Comunque la città di Monterotondo risultava fino a quel momento immune, al punto che la parte alta del suo territorio era ritenuta salubre e luogo adatto alla villeggiatura. Nel 1904, a seguito di una recrudescenza della malattia, fu intensificata la distribuzione gratuita di chinino a contadini, cavatori, cantonieri stradali, ferrovieri, guardiani e operai. Nella media Valle del Tevere, con l'estendersi della profilassi, la malaria venne scemando dal 17% al 2% di infezioni primitive[8].